# Tadeusz Rolke

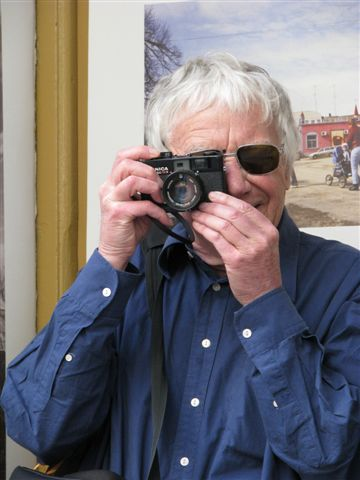
Tadeusz Rolke (2008)

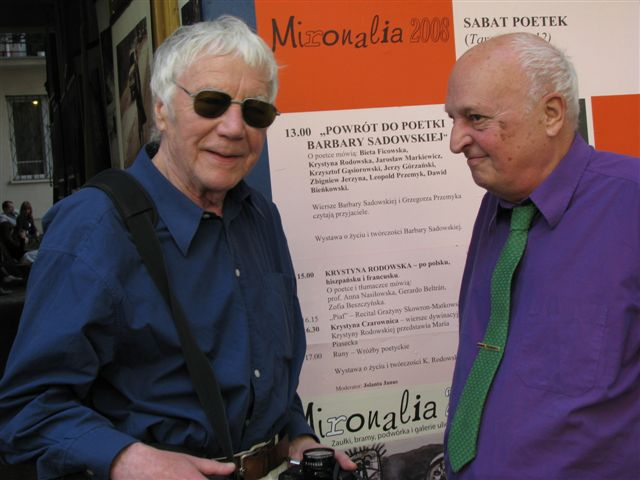
Tadeusz Rolke z Lechem Emfazym Stefańskim podczas „Mironaliów” (Warszawa, 15 czerwca 2008)

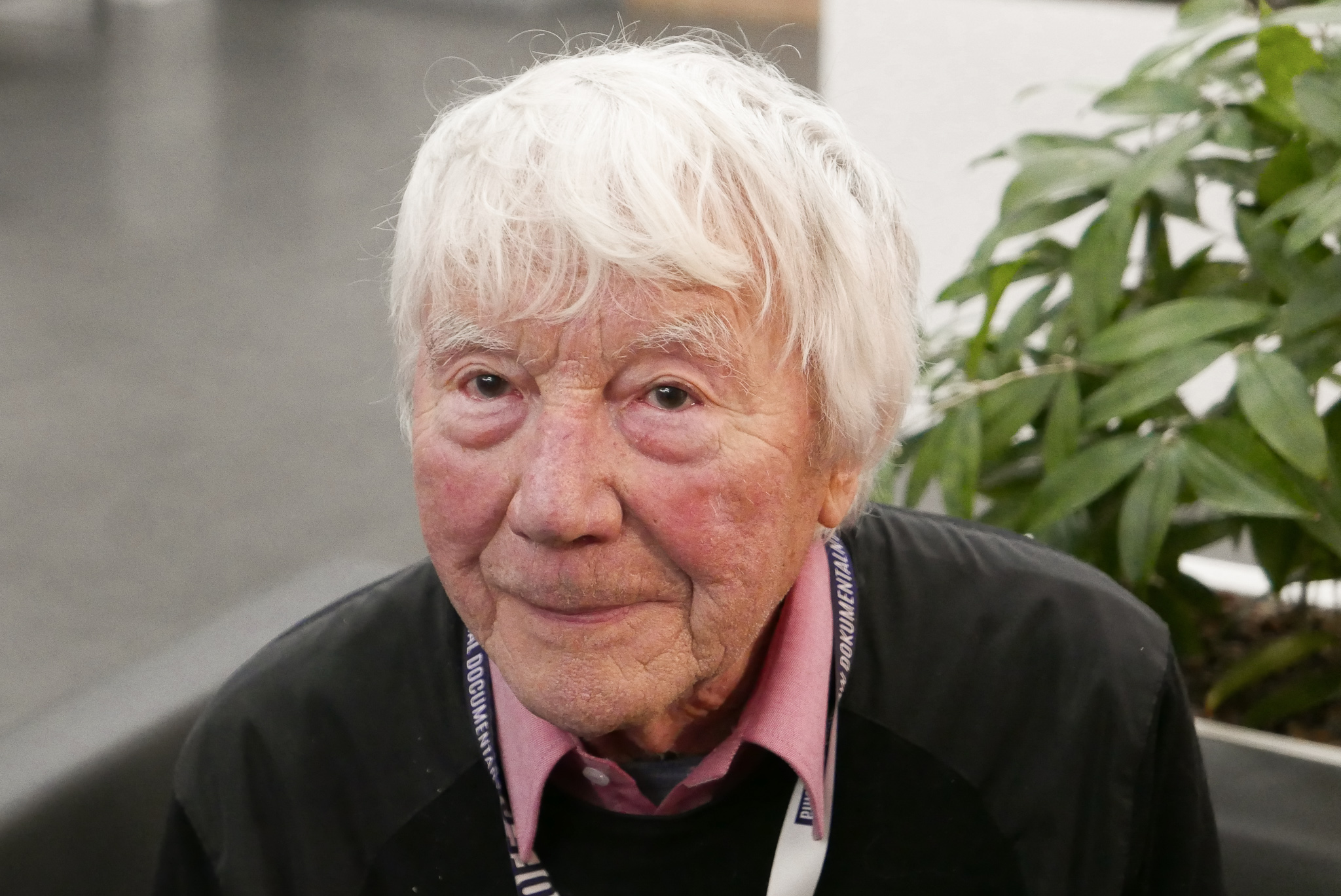
Tadeusz Rolke (2018)

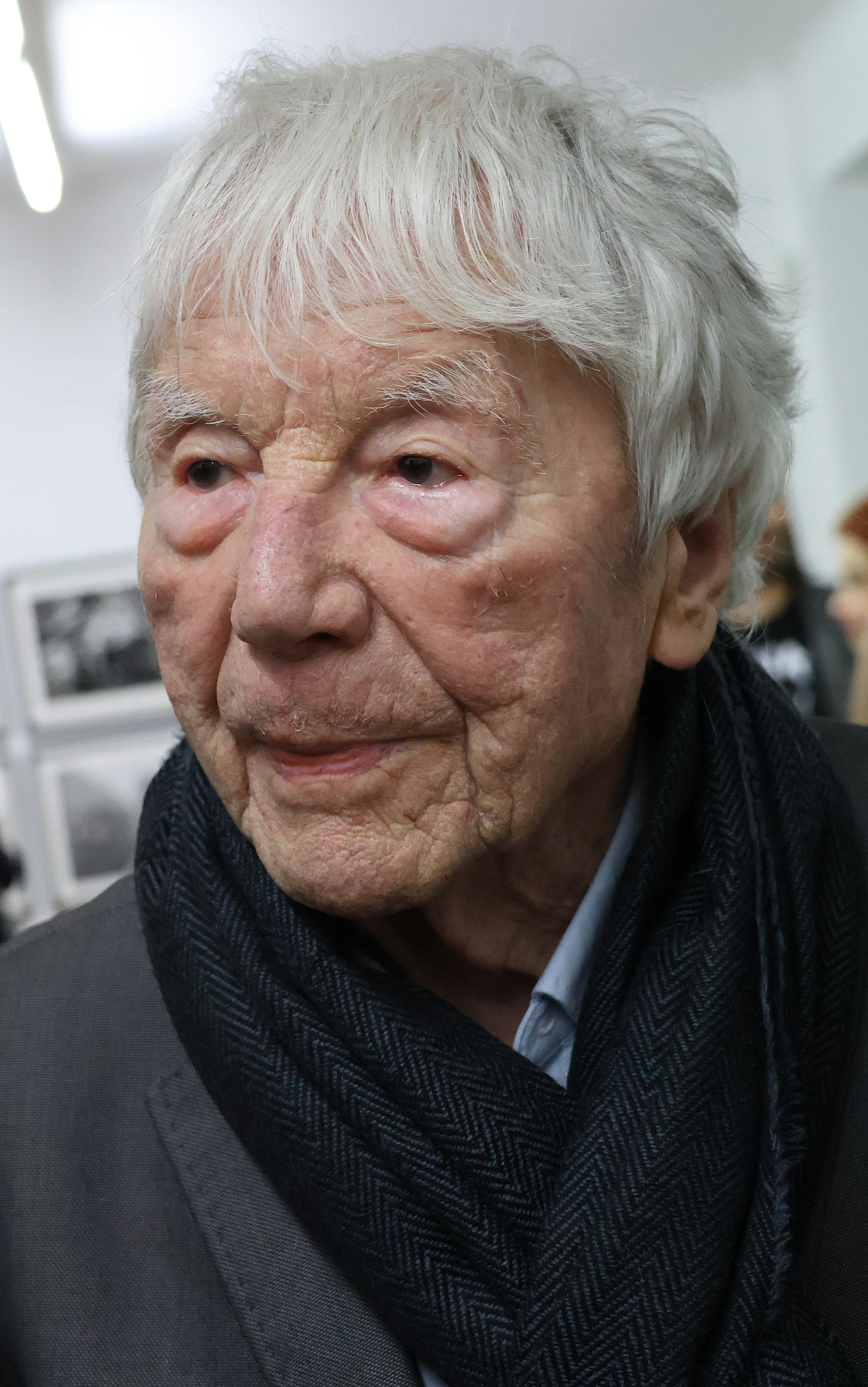
Tadeusz Rolke (2025)

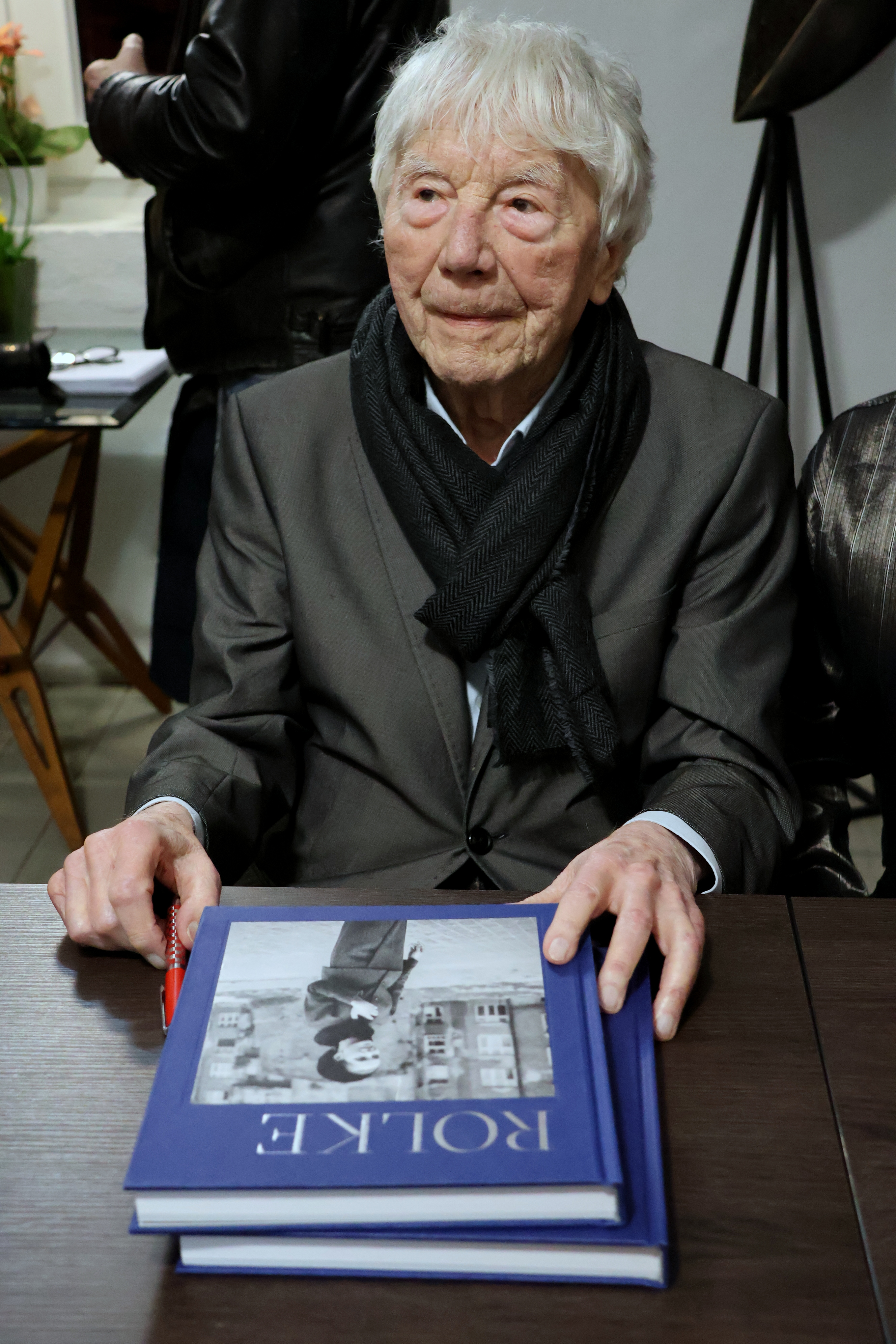
Tadeusz Rolke z egzemplarzami albumu Tadeusz Rolke. Fotografie warszawskie (wyd. 2019)

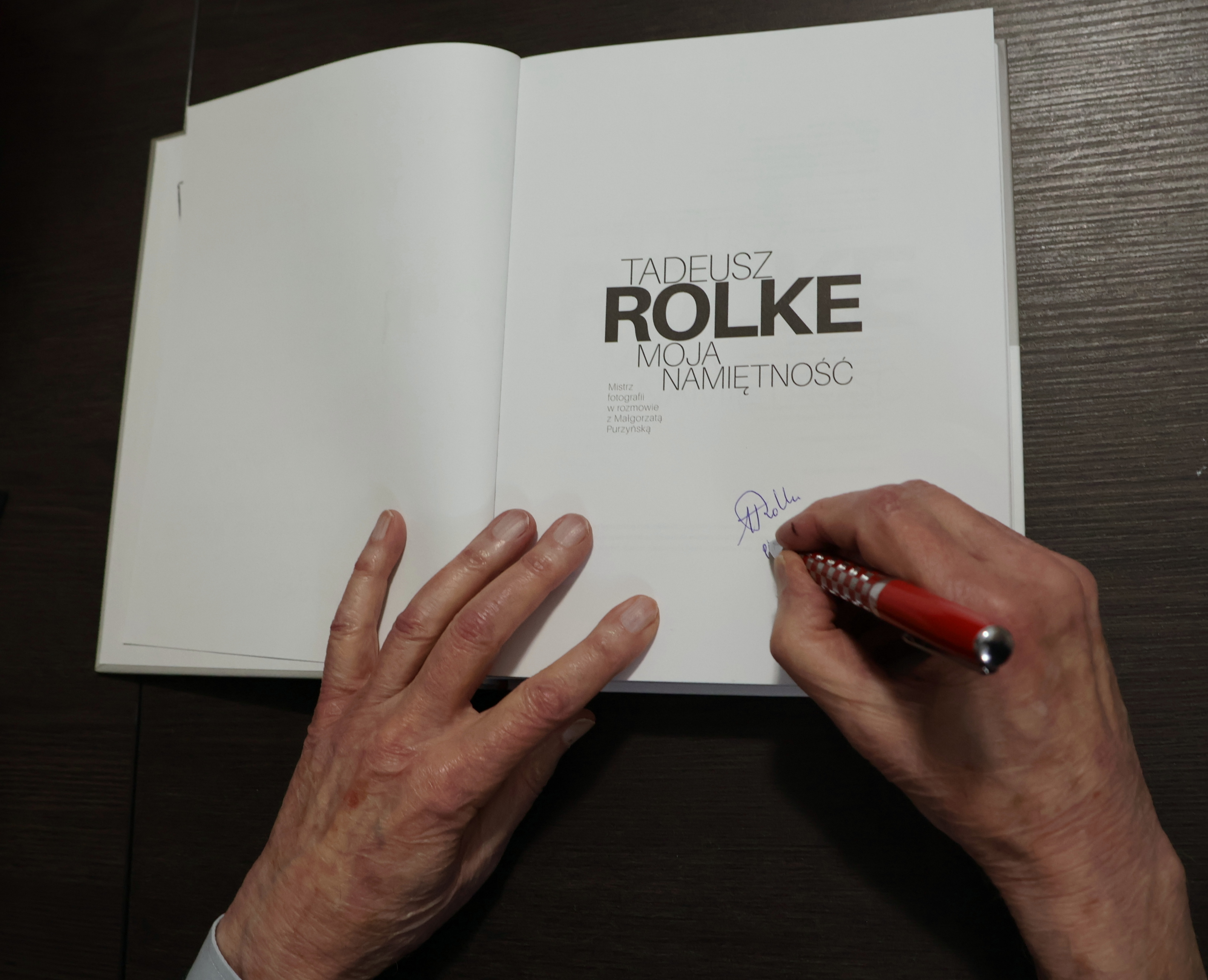
Tadeusz Rolke podpisuje książkę (2025)

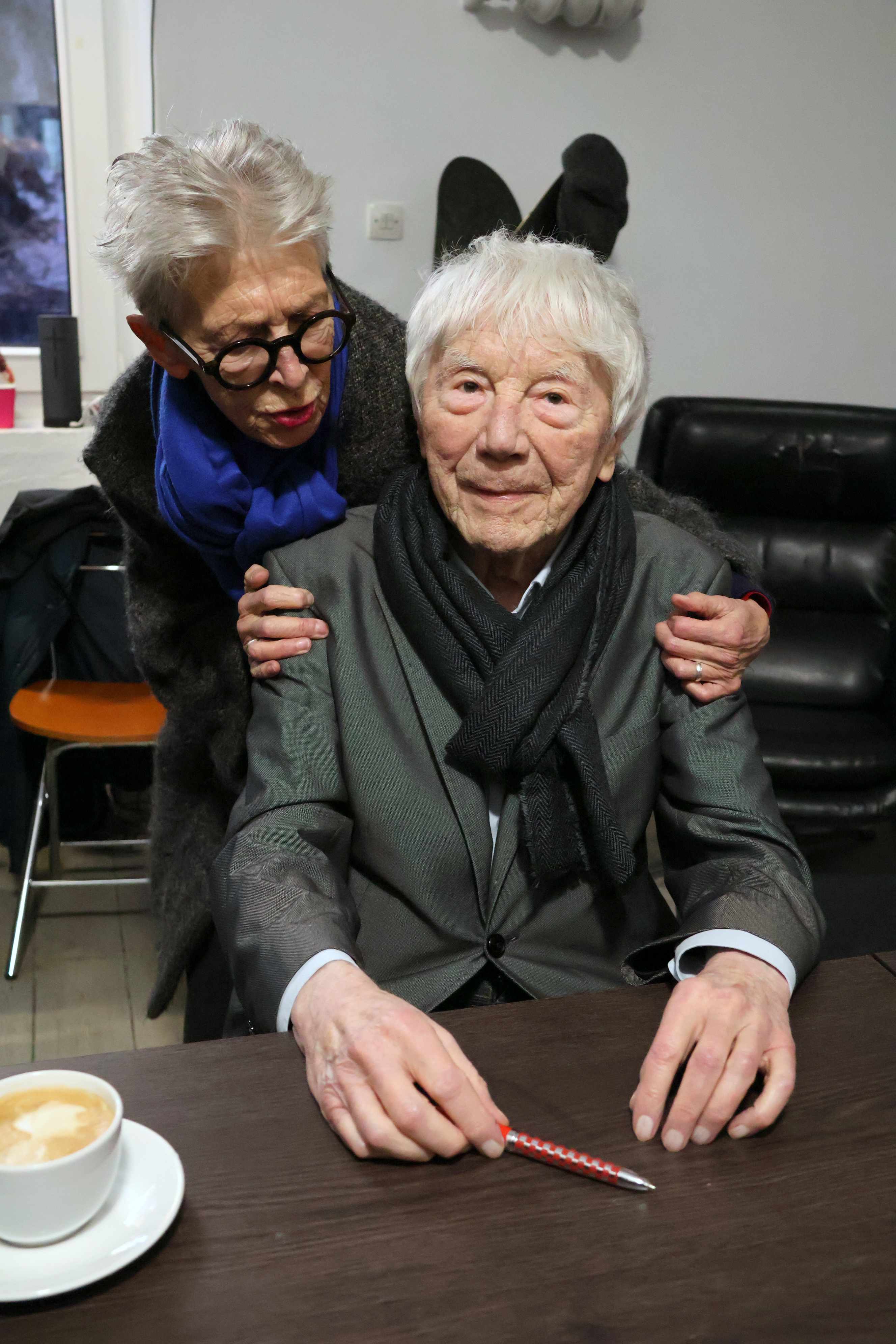
Tadeusz Rolke z Andą Rottenberg (15 marca 2025)

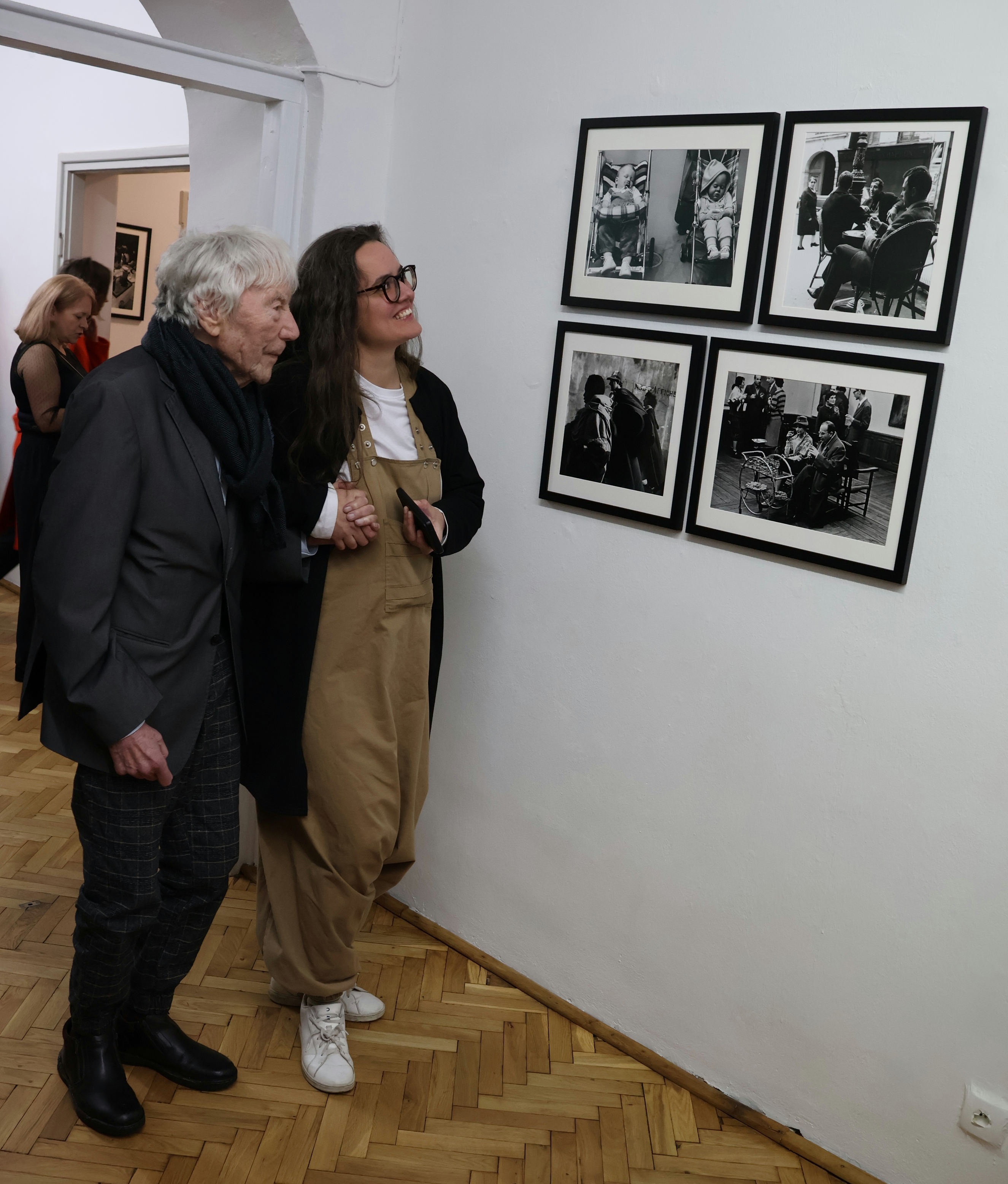
Tadeusz Rolke podczas wernisażu wystawy Zbiór A, z wnuczką Małgorzatą (prezeską zarządu Fundacji im. Tadeusza Rolke) - Warszawa, 15 marca 2025

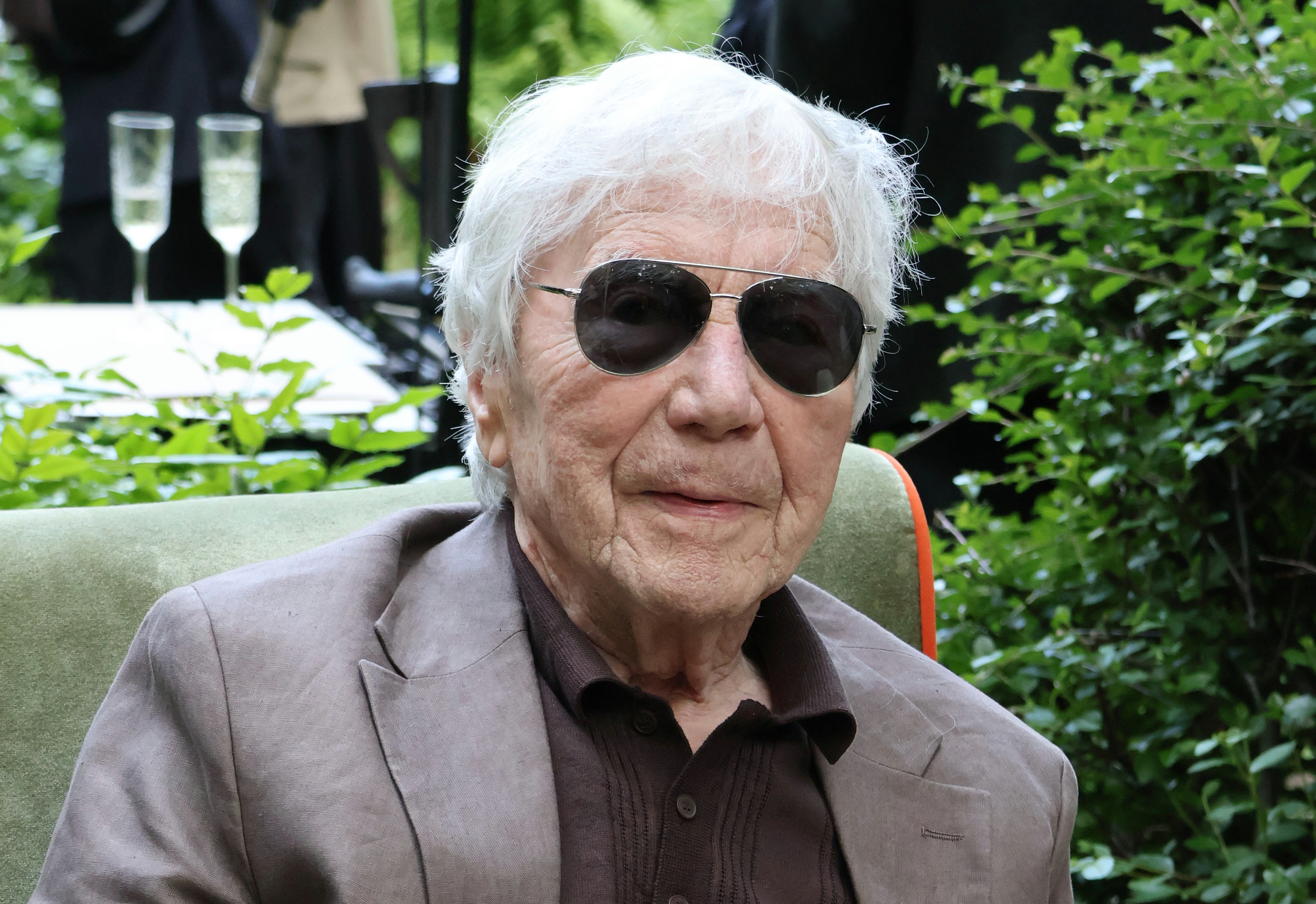
Tadeusz Rolke w dniu 96. urodzin (Warszawa, 24 maja 2025)

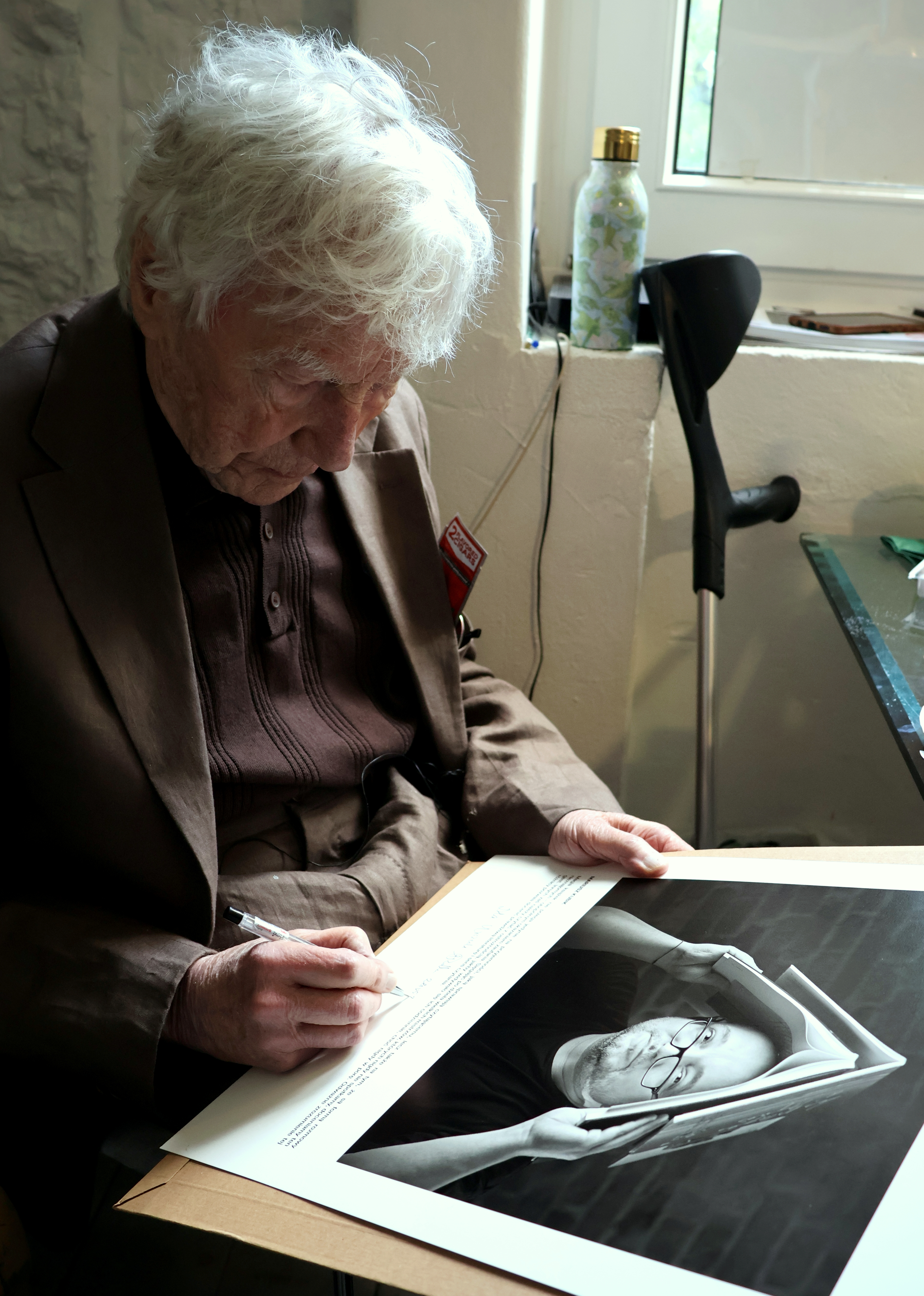
Tadeusz Rolke w dniu 96. urodzin (Warszawa, 24 maja 2025)

Tadeusz Rolke (ur. 24 maja 1929 w Warszawie, zm. 14 lipca 2025) – polski artysta fotografik, prekursor polskiej fotografii reportażowej.

## Biografia
Syn Tadeusza Rolke, dyrektora administracyjnego Ratusza Miasta Stołecznego Warszawy, oraz Zofii Rolke. Uczęszczał do szkoły powszechnej Heleny Chełmońskiej w Warszawie, po wybuchu II wojny światowej kontynuował naukę w ramach tajnego nauczania. 
Był członkiem Szarych Szeregów, uczestnikiem powstania warszawskiego na Mokotowie (pseud. „Wilk”) i łącznikiem na Sadybie. Po 2 września 1944 trafił do obozu przejściowego w Pruszkowie, po czym został wywieziony na roboty przymusowe w głąb Niemiec: poprzez obóz przejściowy we Frankfurcie nad Odrą trafił do pracy we wsi Dobbrikow w Brandenburgii. Następnie został wysłany przez administrację niemiecką w okolice Chwalimia w gminie Kargowa, później do Mościsk k. Sierpca. Ewakuowany pod Pruszcz Gdański, doczekał wkroczenia Armii Czerwonej w Nowym Porcie w Gdańsku, skąd powrócił do Warszawy w kwietniu 1945.
Uczył się w warszawskim Gimnazjum im. Hugona Kołłątaja, potem w Gimnazjum im. Tadeusza Reytana. Nie został przyjęty na Uniwersytet Warszawski z powodu niewłaściwego pochodzenia społecznego. Studiował krótko filozofię, a następnie historię sztuki na Katolickim Uniwersytecie Lubelskim w Lublinie. Przyjęty na II rok historii sztuki na Wydziale Historii Uniwersytetu Warszawskiego. 
W 1952 został aresztowany na podstawie sfabrykowanego przez Urząd Bezpieczeństwa oraz prokuraturę oskarżenia o udział w „organizacji przestępczej” kierowanej przez Władysława Jaworskiego, działającej pod nazwą „Ruch Uniwersalistów”. Organizacja ta miała rzekomo dążyć do obalenia ustroju państwowego. Postawiono mu również zarzut przechowywania materiałów uznanych za szkodliwe dla państwa – w tym przypadku chodziło o broszurę wypożyczoną z ambasady amerykańskiej. W okresie od czerwca 1952 do sierpnia 1953 był przetrzymywany w więzieniu znanym jako „Toledo”, mieszczącym się przy ulicy Ratuszowej w Warszawie. Następnie Wojskowy Sąd Rejonowy skazał go na karę siedmiu lat pozbawienia wolności. Początkowo trafił do Zakładu Karnego w Barczewie, gdzie spędził dwa miesiące, a potem został przeniesiony do więzienia w Iławie. We wrześniu 1954, dzięki warunkowemu zwolnieniu w ramach amnestii, powrócił do Warszawy. Jako osoba uznana za wroga państwa ludowego nie otrzymał zgody na kontynuowanie studiów. W poszukiwaniu zatrudnienia podjął pracę w Polskich Zakładach Optycznych przy ulicy Owsianej w Warszawie, gdzie przez kilka miesięcy pracował jako robotnik w laboratorium fototechnicznym.

## Kariera zawodowa
Pierwszy aparat fotograficzny kupił w wieku 14 lat. Jego najwcześniejsze zachowane zdjęcia pochodzą z 1944 roku.
Początki jego twórczości przypadły na lata 50. XX w. W fotografii reportażowej starał się oddawać polską rzeczywistość, tworzyć interwencyjną fotografię reportażową. Zajmował się m.in. warunkami życia Cyganów w podwarszawskich miejscowościach. Rejestrował też życie artystyczne stolicy. Publikował w tygodnikach „Stolica", „Świat" oraz w miesięcznikach „Polska” i „Ty i Ja”. Fotografował modę dla „Przekroju”, ukazującego się wówczas w Krakowie. Od 1970 r. przebywał na emigracji w Niemczech. Jego prace znalazły się na łamach „Sterna”, „Die Zeit”, „Der Spiegel” i „Art”. W Polsce ponownie w latach 80. Autor wystaw fotograficznych, m.in.: „Świat to teatr”, „Przemoc, seks, nostalgia” i in. Przewodniczył jury Konkursu Polska Fotografia Prasowa '99. Współpracował z „Magazynem Gazety Wyborczej” i wykładał na Wydziale Dziennikarstwa Uniwersytetu Warszawskiego oraz w Warszawskiej Szkole Fotografii Mariana Schmidta. Współzałożyciel wydawnictwa „edition.fotoTAPETA”, mającego siedzibę w Warszawie i Berlinie.
W sierpniu 2024 w Warszawie powołano Fundację im. Tadeusza Rolke (Prezes Zarządu: Małgorzata Zaremba), której misją jest opieka nad artystyczną spuścizną fotografa. Fundacja zajmuje się archiwizacją jego dorobku, reprezentowaniem upowszechnianiem i udostępnianiem twórczości szerokiej publiczności – zarówno w kraju, jak i za granicą. Dodatkowo, celem Fundacji jest wspieranie, ochrona i promocja polskiej kultury, ze szczególnym uwzględnieniem fotografii, a także propagowanie idei tolerancji i kultury dialogu w życiu publicznym.
Jego wystawy fotografii odbyły się m.in. w Centrum Sztuki Współczesnej Zamek Ujazdowski w Warszawie (1997, 2009), Fundacji Galerii Foksal w Warszawie (2003), MOCAK Muzeum Sztuki Współczesnej w Krakowie (2013), Centralnej Akademii Dramatycznej w Pekinie (2015), Centrum Historii Miejskiej we Lwowie (2016), Sesc Consolaçao w Sao Paulo (2015), Chińskim Narodowym Muzeum Sztuki w Pekinie (2015), Domu Spotkań z Historią w Warszawie (2019), Centrum Spotkania Kultur w Lublinie (2023), Galerii Le Guern w Warszawie (2025).
Był jednym z dwóch głównych bohaterów filmu dokumentalnego Dziennik z podróży w reż. Piotra Stasika (2013). Zagrał ponadto epizodyczne role filmowe: siebie samego w filmie Władek i Halinka (część cyklu Planeta singli. Osiem historii; reż. Mateusz Głowacki, 2021) oraz seniora w parku w filmie Przepiękne! (polska adaptacja scenariusza niemieckiego filmu Wunderschön z 2022; reż. Katia Priwieziencew, 2025).
Należał do Związku Polskich Artystów Fotografików.
21 lipca 2025 został pochowany na cmentarzu ewangelicko-augsburskim w Warszawie.

## Życie prywatne
Był żonaty m.in. z historyczką sztuki Wiesławą Bąblewską (1930–2017). Miał córkę Judytę i wnuczkę Małgorzatę. Mieszkał w Warszawie, na Mokotowie, przy ulicy Antoniego Madalińskiego. 

## Publikacje książkowe
- Amerykańscy artyści – Polska 1964–1965. Wystawa w Ambasadzie Amerykańskiej w Warszawie. 24 maja – 10 czerwca 1965 (autor fotografii; katalog wystawy;  Ambasada Stanów Zjednoczonych, Warszawa 1965);
- Tadeusz Rolke – fotografowałem lata sześćdziesiąte [i nie tylko] / I photographed the 60`s (and not only). 17.06–14.09.1997 Piwnice Zamku / the Castle Celler (katalog wystawy; tekst w języku polskim i angielskim; kurator Marek Grygiel; tłum. Krzysztof Wojciechowski; Centrum Sztuki Współczesnej Zamek Ujazdowski, Warszawa 1997);
- Edward Krasiński (autor fotografii; katalog wystawy w języku polskim i angielskim; kurator i autor tekstu: Stefan Szydłowski; tłum. Joanna Holzman; Galeria Arsenał, Białystok 1998, ISBN 83-86662-81-6);
- Tadeusz Rolke Fotografie 1944–2005 / Photography 1944–2005 (redakcja Beata Majchrowska; Fundacja Galerii Foksal – Revolver, Warszawa – Frankfurt nad Menem 2006, ISBN 83-89302-03-9);
- Kobieta to... (tekst: Andrzej Poniedzielski; Biblioteka „Gazety Wyborczej”, Warszawa 2008, ISBN 978-83-7552-180-1);
- Tu byliśmy. Ostatnie ślady zaginionej kultury (autor fotografii; eseje Simon Schama, wprowadzenie Feliks Tych, teksty Abraham Joshua Heschel; edition.fotoTAPETA 2008, ISBN 978-83-61072-03-4);
- Tadeusz Rolke (Wydawnictwo BoSz Szymanik i wspólnicy, Olszanica 2015, ISBN 978-83-75762-25-9);
- Tadeusz Rolke. Moja namiętność. Mistrz fotografii rozmawia z Małgorzatą Purzyńską (Wydawnictwo Agora, Warszawa 2016);
- Tadeusz Rolke. Fotografie warszawskie (Dom Spotkań z Historią, Warszawa 2019, ISBN 978-83-66068-07-0);
- Tadeusz Rolke. W kolorze = in colour (Wydawnictwo BoSz, Olszanica 2019, ISBN 978-83-75764-50-5);
- Tu byliśmy. Tadeusz Rolke (tekst w języku polskim i angielskim; kurator merytoryczny Marek Grygiel; wstęp Paweł Smoleński; kurator publikacji Tamara Pieńko; tłumaczenie Janusz Ochab; redakcja Ewa Woźniak; Wydawnictwo S he for Art, Warszawa 2021, ISBN 978-83-96181-60-2).

## Nagrody i wyróżnienia
25 listopada 2009 został mu nadany Złoty Medal „Zasłużony Kulturze Gloria Artis”. Postanowieniem prezydenta z 15 lipca 2019 został odznaczony Krzyżem Kawalerskim Orderu Odrodzenia Polski „za wybitne zasługi dla niepodległości Rzeczypospolitej Polskiej”, w tym samym roku otrzymał też Medal Stulecia Odzyskanej Niepodległości. Od Stowarzyszenia Autorów ZAiKS otrzymał nagrodę 100-lecia ZAiKS-u (2019), nagrodę specjalną i członkostwo honorowe (2020). W 2021 został laureatem Złotego artKciuka 2021 przyznawanego na Interdyscyplinarnym Festiwalu Sztuk Miasto Gwiazd.